# Luiz Arthur Nunes
Luiz Arthur Ferreira Freire Nunes (Porto Alegre, 1946) é um diretor e autor de teatro.

## Espetáculos
- 1968 - Homem: Variações sobre o Tema
- 1969 - Mirandolina
- 1969 - A Celestina
- 1970 - Sonho de Uma Noite de Verão
- 1971 - A Trágica História do Dr. Fausto
- 1972 - Fabulário
- 1973 - Esta Noite Arranque a Máscara da Face e Improvise
- 1976 - Sarau das 9 às 11
- 1976 - A Salamanca do Jarau
- 1977 - DeColagem
- 1977 - Eu Nada Entendo da Questão Social
- 1978 - Mo(vi)mentos e (Ins)Pirações
- 1978 - Sangue na Laranjada
- 1979 - A Comédia dos Amantes
- 1981 - Love/Love/Love
- 1984 - Home Free and Ikke, Ikke, Nye, Nye, Nye
- 1987 - La Traviata
- 1987 - A Mãe da Miss e o Pai do Punk
- 1988 - A Fonte
- 1988 - A Maldição do Vale Negro
- 1989 - J.K.
- 1991 - A Fera na Selva
- 1991 - A Vida Como Ela É
- 1992 - Volta ao Lar
- 1993 - A Caravana da Ilusão
- 1993 - Vestido de Noiva
- 1993 - O Otimismo
- 1995 - Como Diria Montaigne
- 1996 - Tragédias Cariocas para Rir
- 1996 - Amigos para Sempre
- 1997 - Seria Trágico Se Não Fosse Cômico
- 1997 - O Homem e a Mancha
- 1998 - Que Mistérios tem Clarice
- 1998 - Chico Viola
- 1999 - O Momento de Mariana Martins
- 1999 - O Correio Sentimental de Nelson Rodrigues
- 2000 - A Mulher sem Pecado
- 2000 - A Serpente
- 2000 - A Prosa de Nelson
- 2000 -  Um Menino de Paixões de Ópera
- 2001 - A Terra Prometida
- 2002 - Arlequim, Servidor de Dois Patrões
- 2002 - A Vida Como Ela É
- 2004 - A Tempestade